# Roots of Evil
Roots of Evil – drugi album studyjny amerykańskiego rapera Kool G Rap.

## Lista utworów
| #  | Tytuł                                     | Producent(ci)                             | Wykonawcy                           |
| -- | ----------------------------------------- | ----------------------------------------- | ----------------------------------- |
| 1  | "Intro"                                   |                                           | *Interlude*                         |
| 2  | "Hitman's Diary"                          | Dr. Butcher                               | Kool G Rap                          |
| 3  | "One Dark Night"                          | Fade For Underworld Productions           | Kool G Rap                          |
| 4  | "Foul Cats"                               | CJ Moore, Dr. Butcher                     | Kool G Rap                          |
| 5  | "Tekilla Sunrise"                         | CJ Moore, Dr. Butcher                     | Kool G Rap                          |
| 6  | "At Da Wake"                              |                                           | *Interlude*                         |
| 7  | "Home Sweet Funeral Home"                 | Haji                                      | Jinx, Kool G Rap, Papoose           |
| 8  | "Mobsta's"                                | Fade For Underworld Productions           | Kool G Rap                          |
| 9  | "Let The Games Begin"                     | Rich 5                                    | Kool G Rap                          |
| 10 | "A Thugs Love Story (Chapter I, II, III)" | CJ Moore, Dr. Butcher                     | Kool G Rap                          |
| 11 | "Da Bosses Lady"                          | A. Evans                                  | Camileone, Kool G Rap               |
| 12 | "Mafioso"                                 | Rich 5                                    | Kool G Rap                          |
| 13 | "Thug's Anthem"                           | E. Thompson                               | Johnny 2 Gunz, Kool G Rap, Pokaface |
| 14 | "Da Heat"                                 | CJ Moore, Dr. Butcher                     | Kool G Rap                          |
| 15 | "Can't Stop The Shine"                    | Kool G Rap                                | Kool G Rap, Miss Jones              |
| 16 | "Cannon Fire"                             | Kool G Rap                                | Kool G Rap                          |
| 17 | "Outro"                                   |                                           | *Interlude*                         |
| 18 | "Daddy Figure"                            | Fade For Underworld Productions, J. Stank | Kool G Rap                          |

## Historia notowań

### Notowanie albumu
| Notowanie (1998)       | Pozycja |
| ---------------------- | ------- |
| Top R&B/Hip Hop Albums | 43      |

### Notowanie singla
| Informacje o singlu                                            |
| -------------------------------------------------------------- |
| "Foul Cats" - Wydany: 1 września, 1998 - B-Side:               |
| "Can't Stop The Shine" - Wydany: 1995 - B-Side: "Thugs Anthem" |